# كأس تونس للكرة الطائرة للرجال 1962–63
كأس تونس للكرة الطائرة للرجال 1963-1962 هو الموسم رقم 7 من كأس تونس للكرة الطائرة للرجال.

فاز بهذا الموسم المستقبل الرياضي بالمرسى.

## روابط خارجية
- الموقع الرسمي للجامعة التونسية للكرة الطائرة.